# Ernst Friedrich Germar
Ernst Friedrich Germar (Glauchau, 3 de novembro de 1786 - Halle an der Saale, 8 de julho de 1853) foi um naturalista alemão.

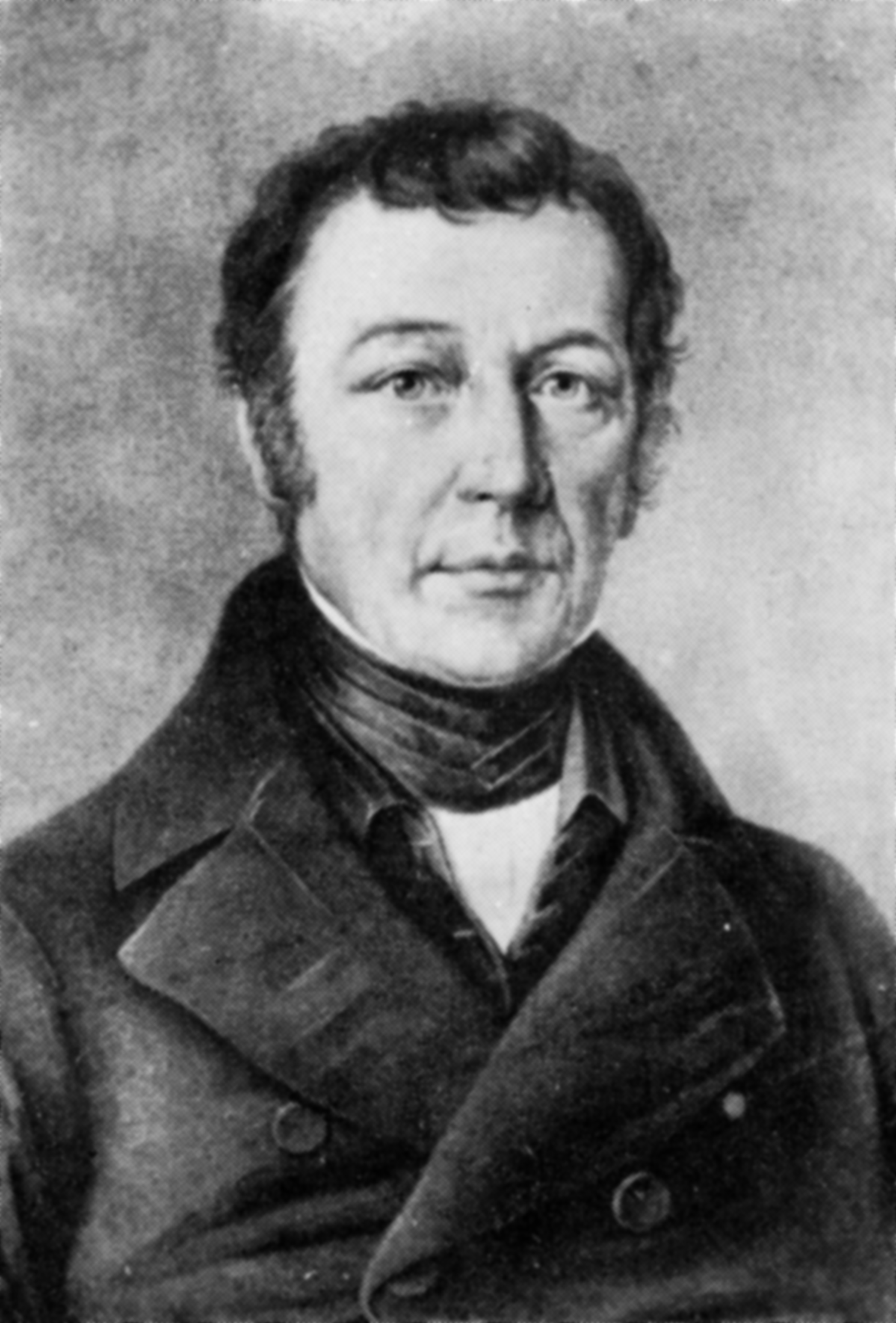
Ernst Friedrich Germar.

Foi professor de história natural e diretor do Museu de mineralogia de Halle. Tinha um interesse especial por entomologia, particularmente sobre os coleópteros.

## Publicações
- Species Cicadarium enumeratae et sub genera distributae. Thon. Ent. Arch. (2)2: 37-57, pl. 1 (1830).
- Observations sur plusieurs espèces du genre Cicada , Latr. Rev. Entomol. Silbermann 2: 49-82, pls. 19-26 (1834).
- Ueber die Elateriden mit häutigen Anhängen der Tarsenglieder. Z. Entomol. (Germar) 1: 193-236 (1839).
- Bemerkungen über Elateriden. Z. Entomol. (Breslau) 5: 133-192 (1844)
- Beiträge zur insektenfauna von Adelaide. Linn. Entomol. 3: 153-247 (1848)